# Тоника (гурт)
Тоника — болгарський вокально-інструментальний ансамбль, що існував з 1969 по 1980 рр. Під загальною назвою «Тоника» відомі деякі болгарські вокальні (вокально-інструментальні) гурти в Бургасі і Софії, серед яких частіше трапляються вокалісти.

## «Тоніка»

### Історія
1969–1971 — «Тоника» була створена як оркестр в Культурному Домі працівників транспорту в Бургасі під керівництвом Стефана Діомова. Ідея вокальної групи, подібна до італійської групи Ricchi e Poveri, остаточно сформувалася в 1971. Репетиції започаткували Єва Найденова, Анастасія Бінчева (Сіа), Георгі Найденов (Гого) та Гаррі Шеррикян. Пізніше Гаррі іде служити моряком, а на місце його запрошується Яким Якимов.
1972 — перший великий успіх гурту — 2-я премія на фестивалі «Тракийска лира» в місті Стара Загора. Валіо Ніколов — інструменталіст.
1973 — «Тоника» бере участь у Х-му Всесвітньому фестивалі молоді та студентів у Берліні.
1974 р. — пісні «Балада» (композитор Стефан Діомов) і «Къде е Чили» («Де є Чилі»), представлені «Тоникою» на 5-му молодіжному конкурсі веселої пісні, виграють відповідно першу і третю премію. « Балкантон» випускає невелику платівку з нагородженими піснями. Гаррі Шерікян повертається в «Тонику».
1975 — вийшов перший альбом гурту. З цього періоду є також невелика платівка «Лека нощ, усмивки / Светлина» («На добраніч, посмішки / Світло»). Цього року на запрошення Моріса Аладжема «Тоника» почала працювати професійним гуртом в Головному управлінні Будівельних військ в Софії. Гаррі Шерікян вийшов з гурту, а його місце зайняв Іван Христов. Пісня «Сбогуване» («Прощання») (музика Стефана Діомова) отримала першу премію на фестивалі в Бургасі.
1976 — пісня «Ладо ле» композитора Стефана Димитрова завоювала першу премію на фестивалі «Золотий Орфей». Пісні «Ладо Ле» і «Ден след ден» («День за днем»), представлені «Тоникою» на"Золотому Орфеї", публікуються на маленькій платівці «Балкантона».
1977 — пісня «Нека да е лято» (композитор Стефан Дімітров) отримала друге місце на фестивалі «Золотий Орфей».
1978 — пісня «Интимно» (музика Стефан Діомов), в особі Орлина Горанова, виграла перший приз в конкурсі молодіжної естрадної пісні. Вийшов другий альбом «Тоники». Записаний на «Формация Студио Балкантон», з інноваційним графічним дизайном, цей альбом став великим кроком вперед у розвитку гурту і входить до числа кращих альбомів, випущених «Балкантоном» протягом всіх часів існування студії. Після виходу альбому Сія залишила гурт, а пізніше і Болгарію. Її місце в гурті займає Галина Анастасова.
1979 — пісня «Разказвай ми» («Скажи мені»)(музика Стефана Діомова) завоювала першу премію на Бургаському фестивалі. «Тоника» представила пісню «Отвесен пламък» на Золотому Орфеї. Протягом останнього творчого періоду всі вокальні композиції пісень належать лідеру гурту Стефану Діомову.
На початку 1980 року гурт припинив своє існування. Його пісні були заборонені з політичних причин і не звучали на болгарському радіо і телебаченні до 1989. Проте вони зіграли скромний концерт (за участю Вані Костова, який пізніше вийшов з гурту через внутрішні розбіжності) з декількох пісень на барі-дискотеці у Військовій академії в Софії з нагоди дня народження онука тодішнього міністра оборони Добрі Джурова. Стефан Діомов створив «Тонику СВ» з Вані Костова, Міліци Божинової, Раліци Ангелової, Драгомира Димитрова та Теодора Шишманова, а Єва, Георгій та Іван продовжували співати під назвою «Доміно». Сія оселилася в Сполучених Штатах, де разом з Трошаном Владовським створила гурт Double Freedom.
У вересні 1994 року «Тоника», «Тоника СВ» і «Доміно» роблять пам'ятні концертні виступи в Бургасі та Софії, а потім концертний альбом і відеокасету. Після цих концертів «Тоника» і «Тоника СВ» об'єднуються під назвою «Фамілія Тоника».

### Дискографія
- 1975 — Тоника
- 1978 — Тоника
- 1995 — Тоника — Краща